# شهرستان گروجونتس
شهرستان گروجونتس (به لهستانی: Grudziądz County) یک شهرستان در لهستان است که در استان کویافسکو-پومورسکی واقع شده‌است.

## خصوصیات
شهرستان گروجونتس ۷۲۸٫۳۹ کیلومترمربع مساحت و ۳۸٬۴۲۴ نفر جمعیت دارد.